# 通州区 (南通市)
通州区是中国江苏省南通市下辖的一个市辖区，位于江苏省东南部，长江入海口，东临黄海，南依长江，为晩清状元張謇的故鄉，境內有水陸碼頭和空運機場。區人民政府駐金新街道朝霞路88號。区域总面积为1,561.97平方公里。
除南通外，北京亦有通州（北通州），紀曉嵐曾戲謂「南通州，北通州，南北通州通南北」。

## 历史
通州境域，初为长江口海域中几块相邻的沙洲，南北朝中期出水。南北朝后有人定居，煮盐为业。唐为盐亭场，设防务机构。唐末沙洲涨接大陆后，即凿河运盐，开通至扬州的航道，并筑坝圩、培土壤、植麦黍，逐步改变单一从事盐业生产的局面。
五代初称静海镇。后周显德五年（958年）建通州，因东北有大海通辽海诸夷、西南有长江连吴越楚蜀、内运渠道达齐鲁燕冀，故而得名。静海镇改称县，隶属通州。

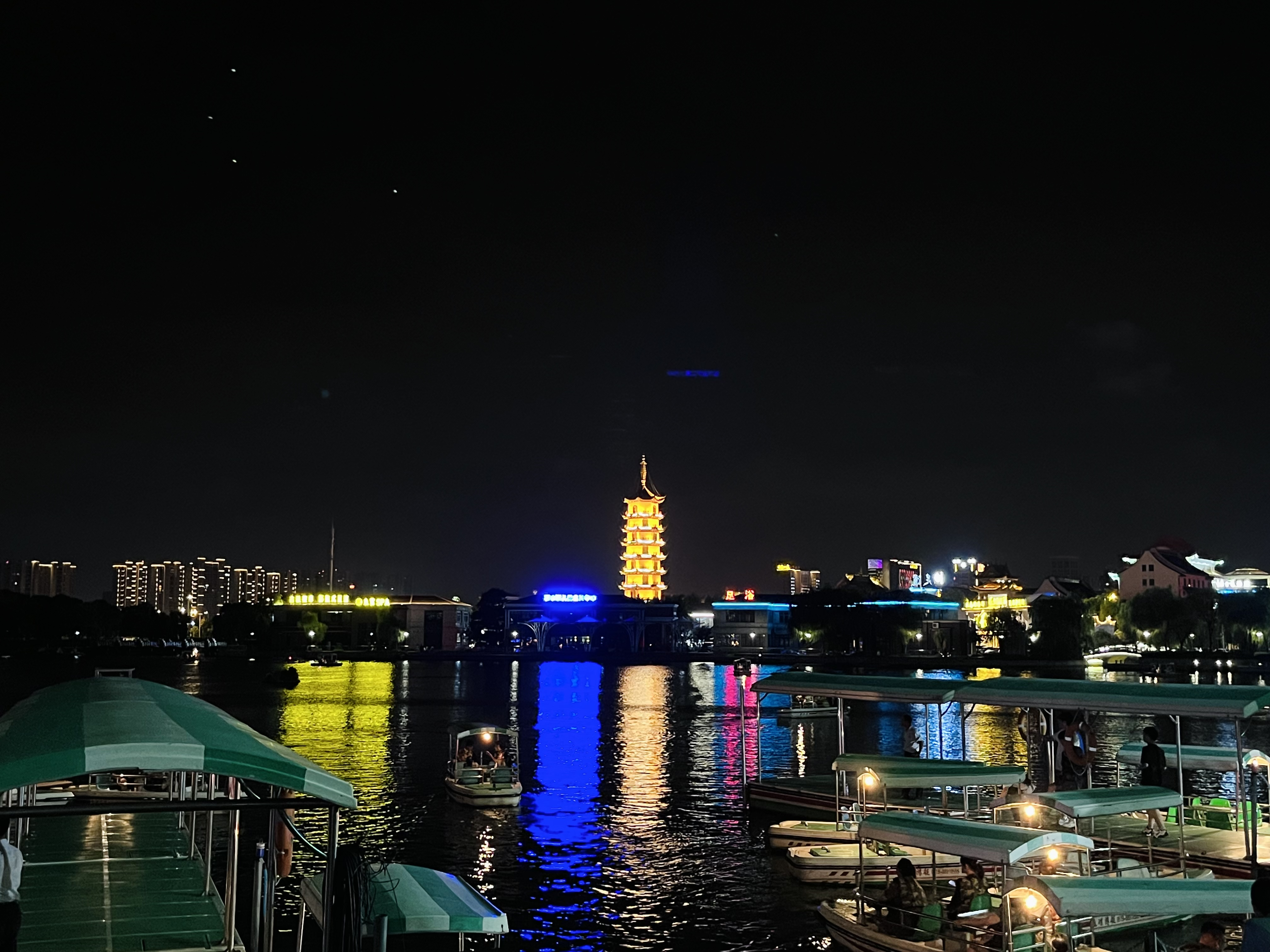
通州区南山湖夜景

宋仁宗天圣元年（1023年）改通州为崇州，又名崇川，属淮南东路；明道二年（1033年）仍称通州；徽宗政和七年（1117年）改为静海郡，不久复名通州，属扬州。元世祖至元十五年（1278年）升为通州路；至元二十一年（1284年）复为通州，属扬州路，隶江北淮东道廉访司。
明洪武元年（1368年）废静海县，通州直管静海本土，领海门、崇明两县，属扬州府；洪武九年（1376年）划崇明县归苏州府，通州仅领海门一县。嘉靖年间（1522—1566年），通州除州城外，分6乡6场。
清顺治二年（1645年）属江南省扬州府；康熙六年（1667年）起属江苏省扬州府；康熙十一年，因江岸坍没，海门废县为乡，并入通州。清雍正二年（1724年），通州升为通州直隶州，俗称南通州；宣统元年（1909年），设定3市区、10镇区、8乡区；宣统二年（1910年），市区、镇区改为市，乡区改为乡。
清朝时，通州升为通州直隶州，俗称南通州。民国元年（1912年），全国废府州厅改县，今北京市境内的通州改称通县，江苏省境内的通州则改称南通县。1914年6月，属苏常道。1927年，國民革命軍北伐占领南通县。同年，废道，南通县直属江苏省:367。
1933年3月，江苏省分设13个行政督察區，南通县属第七行政督察区，本县县长兼任行政督察专员。后以县名作为行政督察区区名，南通县属南通区。1936年5月，行政督察区复以数字命名，南通县属江苏省第四行政督察区（原南通区）:367。
1938年3月17日，侵华日军攻占南通县城。江苏省第四区行政督察专员公署（苏四专署）撤退到如皋县的马塘、掘港一带。南通县政府先后撤往金沙镇和北兴桥:367（北兴桥镇已并入今通州区三余镇）。3月27日，日本方面成立组织“南通地方自治临时办事处”。4月27日，改名为“南通县自治会”。中華民國維新政府成立后，南通县自治会改称南通县知事公署。1940年3月30日，汪精卫国民政府成立。4月，汪精卫政权南通县知事公署改名为南通县政府，县知事改称县长。1941年，汪精卫政权南通县属汪精卫政权苏北行营第五行政督察区并系汪精卫政权行政督察专员驻地:367。
1943年1月，汪精卫国民政府在苏州成立苏北清乡主任公署筹备处。3月，在南通县城成立清乡委员会苏北清乡主任公署。汪精卫政权南通县政府改名为汪精卫政权南通县特别区公署，属苏北地区清乡主任公署管辖。苏北清乡主任公署本身受清乡委员会和伪江苏省政府双重管辖。1944年7月，汪精卫政权南通县属伪江苏省第八行政督察区并系汪精卫政权行政督察专员驻地。10月，成立伪苏北行政区，南通县隶之:367。
中国共产党方面，新四军于1940年10月东进南通，到达如皋县的掘港。11月中旬，召开通如海启各界代表会议，任命梁灵光为南通县县长。此时，国民政府方面任命的南通县县长兼任南通保安旅旅长为何润章。11月24日，在南通县保安旅1团中校团副季莘的配合下，梁灵光在北兴桥（今通州区三余镇）接管南通县政府。11月25日，宣布正式接管南通县政府，扣押何润章。12月1日，召开各区区长会议。梁灵光宣布正式成立南通县抗日民主政府，他本人任县长兼保安旅旅长。原南通县政府人员继续留用，去留听便。南通县抗日民主政府隶属苏北临时行政委员会。实际控制南通县的广大农村地区:368。1941年，成立中共南通县委，周一峰任县委书记。
国民政府方面，行政院于1943年2月成立江苏省特别行政公署，1945年6月撤销。改立淮南行署。南通县随第四行政督察区先后隶之:367。1945年8月，日本投降。9月，南通县政府还驻县城:367。江苏省第四行政督察区专员公署委派县长接收南通城内的汪精卫政权南通县特别区公署，重建南通县政府。
1949年2月2日，中共华中军区第九军分区部队及地方党政机关，进入南通城。华中行政办事处以县城及近郊等地设置南通市。市、县分离。南通县政府驻西亭（今西亭镇）。3月10日，县政府移驻金沙镇（今金沙街道）。4月21日，撤销华中行政办事处，成立苏北行政公署。南通县隶属于其下的南通专区。1970年，南通专区改南通地区，仍隶之。1983年时，属南通市（地级市）。
1992年10月，江苏省人民政府向民政部上报《关于撤销南通县设立江海市的请示》。1993年1月，民政部发出《关于江苏省撤销南通县设立通州市的批复》，正式改为县级通州市。2009年7月2日，撤销通州市，设立南通市通州区。2011年10月，通州-滨江新区成立（约24.13平方公里）。
2019年2月，获评 “中国曲艺之乡”称号。

## 行政区划
自明朝起，南通州辖区除州城外，分为乡和盐场。清朝光绪年间，为六乡、五盐场。宣统二年（1910年），南通州下辖13市、8乡。中华民国元年（1912年），通州改称南通县，行政区未变:62—63。
民国九年（1920年），增设三余乡，全县为13市、9乡。民国十八年（1929年），全县22市、乡合并为18个区，以序数排列，区下设镇、乡、闾、邻:63。
民国二十三年（1934年），全县18区并为13区，以序数排列，区下设镇、乡、保、甲。全县各区共辖37镇、288乡:63。
1938年，汪精卫政权南通县知事公署成立后。行政区划沿用原21个市、乡的设置，另加天生港区。共22个区。1943年4月，汪精卫政权南通县政府改称南通特别区公署后，行政区划改为13个区。同年11月，为强化“清乡”，以南通县东部的五个区：益余区、余东区、吕四区、三余区、余西区，设立通东办事处。南通特别区公署仅管辖剩余8个区:64—65。
南通县被日本占领的1940年，在中国共产党领导下，于北兴桥董家仓（今通州区三余镇）接成立南通县抗日民主政府，暂未为变更南通县辖区。其后，中国共产党控制南通县的乡村地区，与汪精卫政权对峙。南通县抗日民主政府多次迁移。至第二次国共内战时期，中共政权对南通县的辖区多有为变更:64—66。
1945年8月日本投降后，国民政府派员接收汪精卫政权的，重建南通县政府。1947年5月，南通县政府对全县13个区的所辖乡镇进行较大调整:66。1947年底，国民政府在中共政权的军事对峙，优势达到顶点，国军基本占据南通县大小集镇。1948年春，国军丧失军事优势，被近逐步后撤:68。
1949年10月，南通县分为12个区，共辖159个乡。有多个乡以烈士命名。其后行政区划有多次调整。1956年2月至1957年10月间，经过有大规模地并区并乡，全县行政区划为8个区47个乡，3个县属镇，2个区属镇:68—69。后经过多次调整，1966年底，全县分为9个区、59个公社，金沙等5个县属镇:73。
1983年春开始，全县实行政社分设，公社改乡，大队改村。全县分为9个区、60个乡、5个县属镇、1个海洋渔业公社。后经调整，至1992年底，全县为17个镇、32个乡、1个渔港管理委员会、36个居民委员会、884个村民委员会:74。
2002年，通州市辖23个建制镇，3个街道办事处，376个村，52个社区，5个农场，总面积1351平方公里，总人口128.13万人。
2007年2月16日，通州市调整部分镇行政区划，北兴桥镇、海晏镇并入三余镇，新联镇并入刘桥镇。此后，通州市共辖19个镇：金沙镇、西亭镇、二甲镇、东社镇、三余镇、十总镇、骑岸镇、五甲镇、石港镇、四安镇、刘桥镇、平潮镇、平东镇、五接镇、兴仁镇、兴东镇、张芝山镇、川姜镇、先锋镇。
2009年4月17日，国务院作出《关于同意江苏省调整南通市部分行政区划的批复》，江苏省人民政府下发了《关于撤销通州市设立南通市通州区的通知》。经国务院批准，撤销通州市，设立南通市通州区，以原通州市的行政区域为通州区的行政区域，区人民政府驻金沙镇。
2015年3月24日，根据江苏省人民政府《省政府关于调整南通市通州区部分行政区划的批复》（苏政复[2015]22号），通州区共辖4街道：金沙街道，金新街道，兴东街道，先锋街道；12个镇：平潮镇，五接镇，刘桥镇，石港镇，兴仁镇，张芝山镇，川姜镇，西亭镇，十总镇，东社镇，二甲镇，三余镇。
通州区现下辖：金沙街道、先锋街道、兴东街道、金新街道、西亭镇、二甲镇、东社镇、三余镇、十总镇、石港镇、刘桥镇、平潮镇、五接镇、兴仁镇、张芝山镇、川姜镇和环本农场。

## 人口
根據第七次全国人口普查數據，截至2020年11月1日零時，通州區常住人口為1258739人。

## 地理
通州区地处长江三角洲，土地肥沃，高程一般在3.8～4.5米，近海最低处为2.2米。海岸长16.27公里，江岸长15公里。
通州地处北亚热带，寒暑变化显著，气候温和湿润，日照充裕，雨水丰沛。
北洋政府、南京国民政府及汪精卫政权主政时期，南通县辖区基本未有调整。1934年编纂的《江苏省鉴》中，南通县总面积为368万5125市畝，约合2457平方公里:368。
抗日战争、第二次国共内战期间，中共政权对南通县辖区有多次调整。中华人民共和国建立后，又对其辖区进行局部调整。1993年撤销南通县，未能再调整通州市辖区面积。1999年底，通州市面积约为1297平方公里:368—369。

## 经济
2004年，全市完成地区生产总值200.4亿元，比上年增长15.8％，人均地区生产总值达到15656元。在全国百强县市社会经济综合发展指数测评中排名73位。2005年居全国百强县第34位。

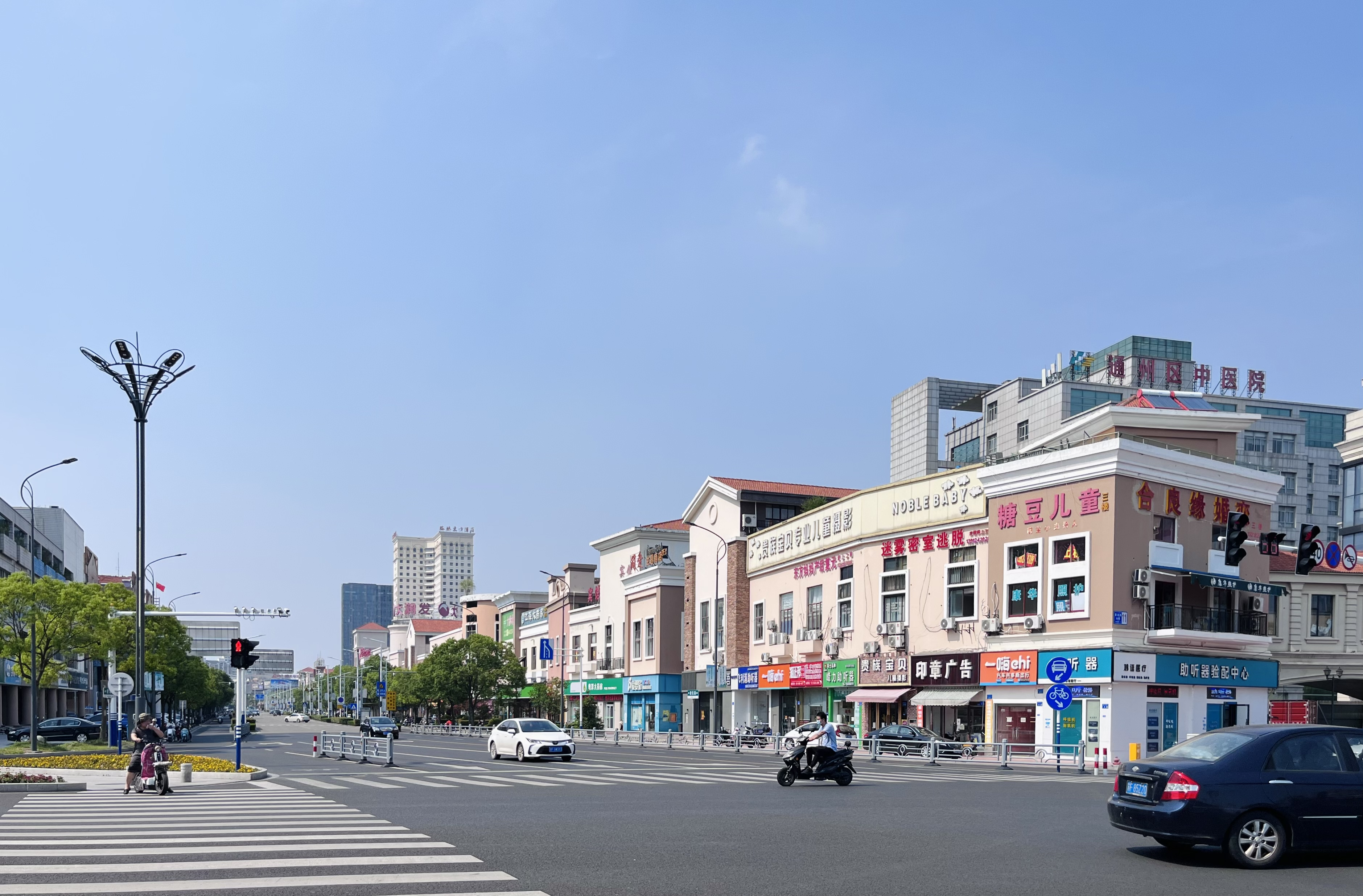
通州区建设路

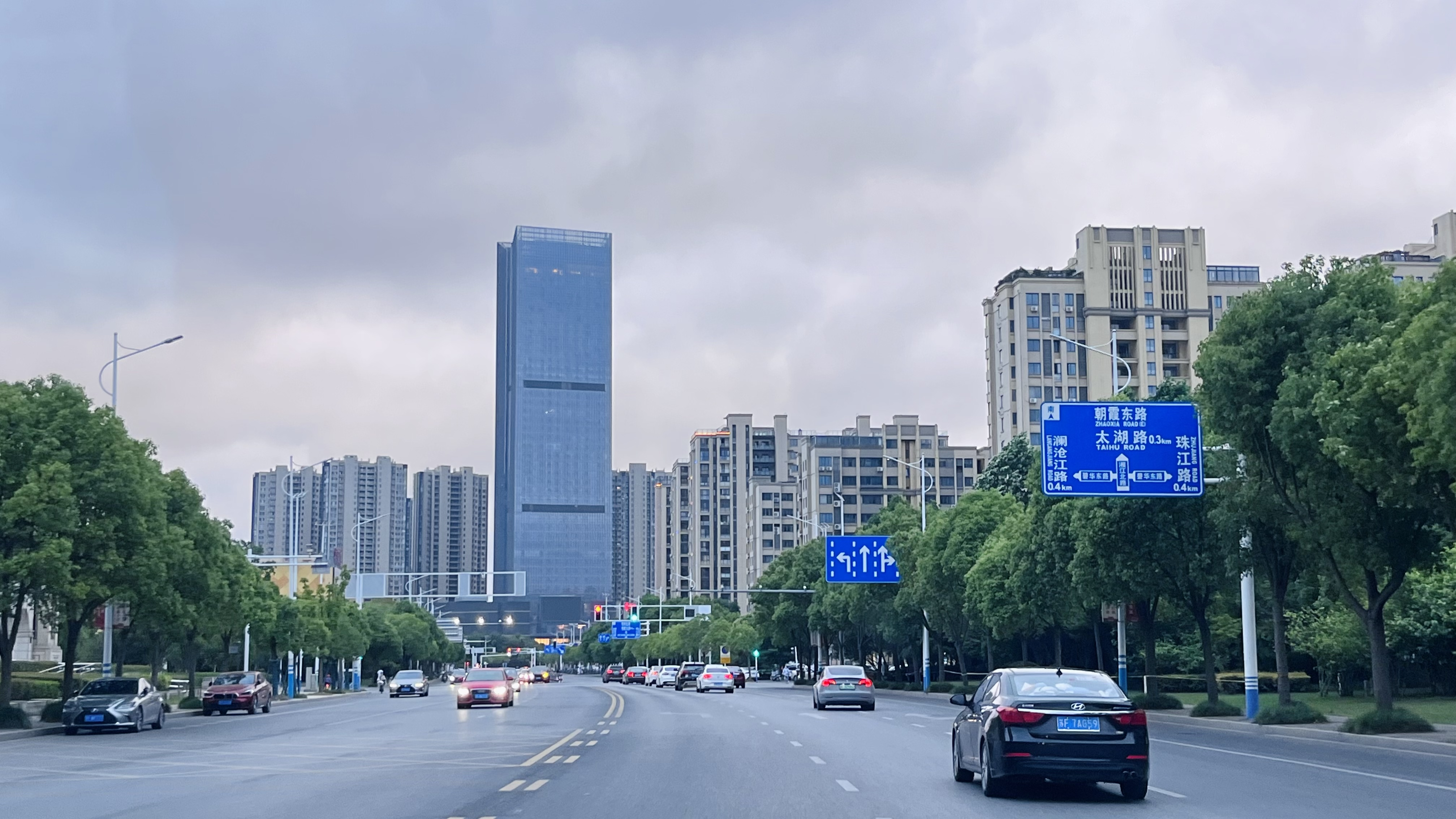
通州区湘江北路

通州区是中国出口商品综合生产基地之一，是优质粮棉油、多种蔬菜和蚕茧、薄荷、灵芝等特种经济作物的重要产地。56万多亩江海滩涂是盛产干贝、鲥鱼、紫菜等特种养殖业，也是全国唯一的泥蚶苗种基地。
通州已形成纺织、服装、机械、冶金、电子、建材、医药、食品、饮料等门类的工业体系，是全国纺织工业的重要基地之一。

## 交通

### 航空
南通地区最早的机场，可追溯至1936年建成的段家坝飞机场。1930年，江苏省政府要求南通县报备飞机场，南通县长张栋报备狼山路第二体育场为飞机场。1933年，国民政府交通部派人筹建南通机场，这是为南下渡江飞机准备的备用机场。1936年建成，为泥地机场，仅起降小型飞机。为教练机飞行训练使用，偶有运输机起降。机场在1949年后荒废，可能沿用至1957年后。1950、70年代曾修建过两个农用飞机场地，即通州三余农用飞机场、南通农场农用飞机场。江苏省交通厅在1950年代末在南通县晏复公社投资兴建了兴仁飞机场（有称兴东机场），开通至南京的航线，1962年关闭。
南通兴东国际机场1993年8月24日正式建成通航，定名为南通兴东机场；2016年7月22日更名为南通兴东国际机场；2012年4月完成一期改扩建；2019年完成二期改扩建；2019年8月18日，启用新航站楼。 

### 铁路
已建成： 新长铁路、 宁启铁路、 海洋铁路、 沪苏通铁路；
在建： 盐通高速铁路；
规划： 北沿江高速铁路、 通苏嘉甬铁路、 如通苏铁路；

### 公路
高速公路主要有：沈海高速公路（G15）、沪陕高速公路（G40）、海启高速（S28）、宁通高速（S79）、通锡高速（S19）。 
海启高速（在建）、南通绕城高速（招标）。
苏通大桥2008年6月30日建成通车，崇启大桥2011年12月24日建成通车。

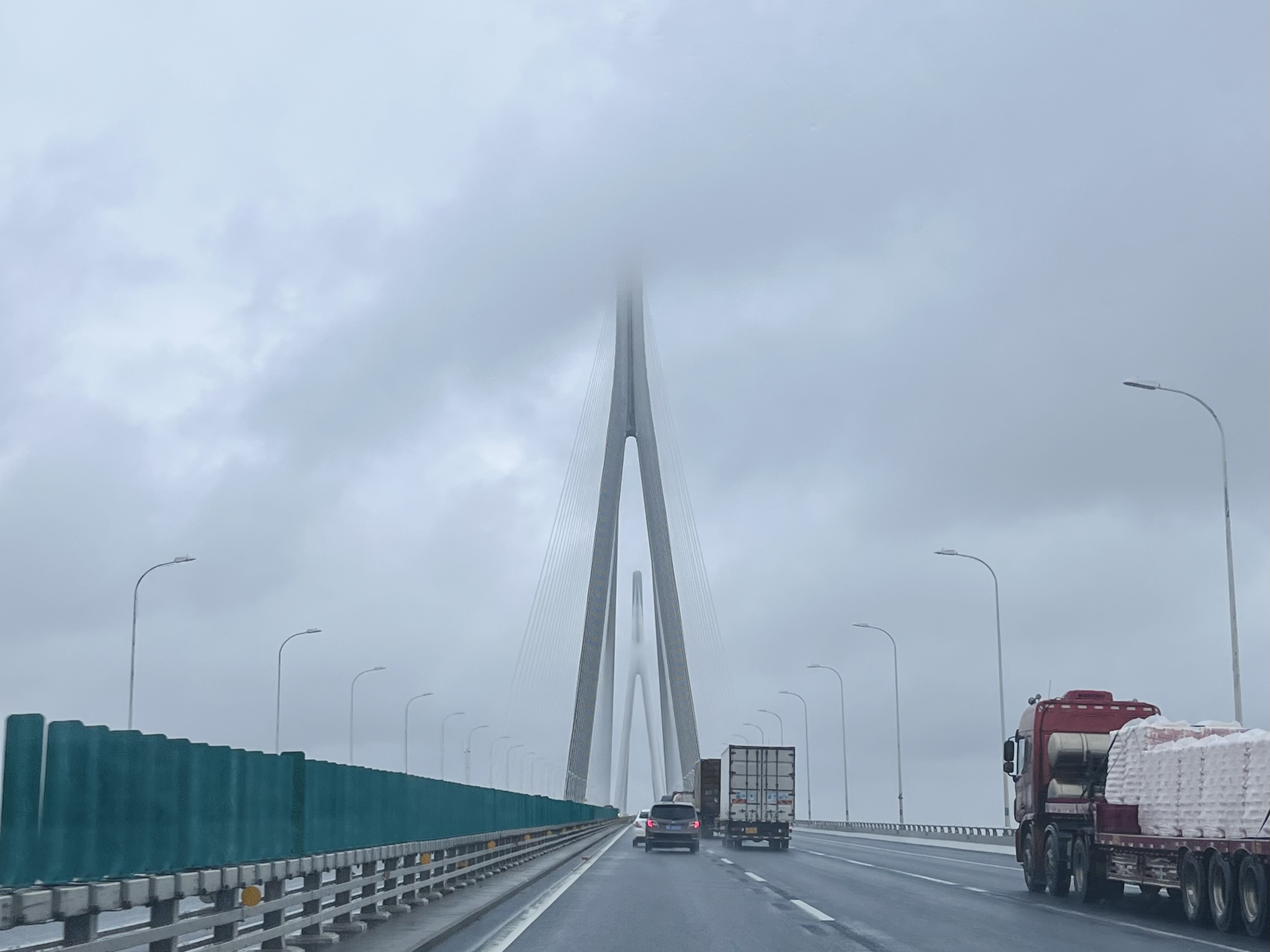
苏通大桥

黄海大桥于2008年7月16日全线贯通，2008年底建成通车。
沪苏通长江大桥2020年7月1日建成通车。

### 轨道交通
南通地铁1号线在通州区境内设平潮站、南通西站站，南通地铁2号线在通州区境内设先锋站、南通东站站。

### 水路
通扬、通吕、通启运河和九圩港、遥望港、新江海河等。

## 方言
通州地区方言比较复杂
通州西部地区：主要使用南通话，属于通泰方言南通小片。
通州区中部地区：主要使用金沙话，属于吴语。
通州区东部：（亦可叫古常州语，或称江北话亦属广义上的通东话范畴），属于吴语。
通州区南部、通州区的东部沿海地区：主要使用沙地话（崇明话、海门话、也叫启海话），属于吴语。